# Luis Miguel Salvador
Luis Miguel Salvador López (Mexikóváros, 1968. február 26. – ) mexikói válogatott labdarúgó. 

## Pályafutása

### Klubcsapatban
Mexikóvárosban született. 1989 és 1995 között az Atlante játékosa volt, melynek színeiben 1993-ban megnyerte a mexikói bajnokságot. 1995 és 1997 között a Monterrey csapatában játszott. 1997 és 1999 között az Atlético Celaya együttesében szerepelt. 2000-ben az Atlante tagjaként fejezte be a pályafutását. 

### A válogatottban
1993 és 1995 között 20 alkalommal szerepelt az mexikói válogatottban és 8 gólt szerzett. Részt vett az 1994-es világbajnokságon és az 1995-ös Copa Américán, illetve tagja volt az 1993-as CONCACAF-aranykupán aranyérmet szerző csapatnak is. 

## Sikerei, díjai
CF Atlante
- Mexikói bajnok (1): 1992–93

Mexikó
- CONCACAF-aranykupa győztes (1): 1993